# 畠奈津子
畠 奈津子（はたけ なつこ、1978年8月15日 - ）は、日本の漫画家。

## 略歴
福井県出身。県立福井商業高等学校卒業。高校3年の時、雑誌への初投稿で入選したが、少女漫画ではなく社会派漫画を志す。
小林よしのりのアシスタントを務め、当時は小林からも画力を評価されており「なっちゃん」と呼ばれて作中にも登場した。その後1年あまりでフリーになる。小林の下を去った理由としては、小林が『ゴーマニズム宣言』で、畠が『天下国家を論じる人間しか尊敬しない』ために関係者と軋轢が起こったため辞めてもらった、と語っている。このためか、自身のウェブサイト内の掲示板で小林の話題が出ると直ちに削除・閉鎖するなど、畠は触れたくないようである。
北朝鮮問題やチベット問題など社会派の漫画で一部で話題を呼んだ。現在では、新聞「郷守人」の編集長を務めている。
なお、西村眞悟のホームページでは西村の自伝劇画を担当している。

## 作品
- チベットの悲劇 中国共産軍からチベットを救おう! - 国風 非売品。筆名は泉華炎 マンガで読む昭和史「南京大虐殺」の真実の第3部として収録
- 拉致の悲劇 日朝交渉への気概を問う　高木書房、2002年 ISBN 4884710541
- 「百人斬り」報道を斬る 敵はシナ中共政府と我が国の偏向マスコミだ　日新報道、2004年 ISBN 4817405805
- コミックオピニオン誌 撃論 vol.1―｢朝鮮マネーが日本を支配している!｣ オークラ出版、2006年 ISBN 4775508504
- マンガで読む昭和史「南京大虐殺」の真実　ワック株式会社、2007年 ISBN 4898311180
- チベット大虐殺の真実—FREE TIBET！チベットを救え！（OAK MOOK 216 撃論ムック）―｢目覚めよ日本！我々こそが救うのだ！瀕死のチベットを｣ オークラ出版、2008年 ISBN 4775512056